# Vương Cơ
Vương Cơ (chữ Hán: 王基, 190 – 261) là tướng lãnh nhà Tào Ngụy thời Tam quốc trong lịch sử Trung Quốc. Ông có công trấn áp 2 cuộc nổi dậy ở Dương Châu của Quán Khâu Kiệm và Gia Cát Đản.

## Khởi nghiệp
Cơ tự Bá Dư, là người huyện Khúc Thành, quận Đông Lai . Cơ sớm mồ côi cha, được chú là Vương Ông nuôi nấng. Vương Ông chăm sóc Cơ rất chu đáo, mà Cơ đối với chú cũng rất hiếu thảo. Lên 17 tuổi, Cơ được triệu làm Lại ở quận, nhưng ông không hài lòng, nên bỏ việc, sang quận Lang Da du học. 
Thời Tào Ngụy Văn Đế, Cơ được xét Hiếu liêm, trừ làm Lang trung. Khi ấy Thanh Châu thứ sử Vương Lăng dâng biểu xin lấy Cơ làm Biệt giá, sau đó triều đình triệu ông làm Bí thư lang, Lăng lại xin cho Cơ quay về. Ít lâu sau, Tư đồ Vương Lãng vời Cơ, Lăng không đồng ý, khiến Lãng đàn hặc Lăng, mà Lăng vẫn không đổi ý. Về sau Cơ được Đại tướng quân Tư Mã Ý vời; còn chưa đến đã được cất nhắc làm Trung thư thị lang. 
Tào Ngụy Minh Đế sửa sang cung điện, khiến nhân dân vất vả, Cơ dâng sớ can ngăn.  Tán kỵ thường thị Vương Túc (con trai của Vương Lãng, sui gia của Tư Mã Ý) trước tác lý giải kinh truyện và bàn luận lễ nghi triều đình, hòng sửa đổi học thuyết của Trịnh Huyền, nhưng Cơ kiên trì bảo vệ học thuyết của Huyền, luôn phản đối Túc. 

## Sự nghiệp
Cơ được thăng làm An Bình thái thú, gặp việc phải rời chức. Sau đó Cơ được Đại tướng quân Tào Sảng mời làm Tòng sự trung lang, rồi được ra làm An Phong thái thú. Quận liền kề Đông Ngô, Cơ cai trị thanh liêm và nghiêm khắc, vừa có oai vừa có ơn, ngoài ra còn phòng bị chặt chẽ, khiến địch không dám xâm phạm. Nước Ngô từng tập trung quân đội về Kiến Nghiệp, đánh tiếng muốn tấn công Dương Châu. Thứ sử Gia Cát Đản hỏi Cơ đối sách, ông cho rằng Tôn Quyền đã già, nước Ngô có nhiều nội hoạn, không thể ra quân. Quả nhiên như vậy. Bấy giờ Tào Sảng chuyên quyền, tình hình chánh trị hủ bại, Cơ viết “Thì yếu luận” để chê bai. Sau đó Cơ xưng bệnh xin về, rồi rời nhà để làm Hà Nam doãn, chưa nhận chức thì Sảng bị Tư Mã Ý lật đổ (249). Cơ từng là quan thuộc của Sảng, theo lệ chịu bãi chức. 
Năm ấy Cơ được làm Thượng thư, rồi ra làm Kinh Châu thứ sử, gia hiệu Dương liệt tướng quân. Năm sau, Cơ theo Chinh nam tướng quân Vương Sưởng đánh Ngô. Cơ chịu trách nhiệm tấn công Di Lăng, tướng giữ thành là Bộ Hiệp đóng cửa cố thủ. Cơ ra vẻ đánh thành, kỳ thật chia binh chiếm kho lương Hùng Phụ, lấy hơn 30 vạn hộc lúa, bắt An bắc tướng quân Đàm Chánh của Ngô, thu hàng mấy ngàn người. Vì thế Cơ an trí dân chúng về hàng ở huyện Di Lăng. Nhờ công Cơ được ban tước Quan nội hầu, bèn dâng biểu đề nghị Vương Sưởng dời trị sở đến giang Hạ, nhằm uy hiếp Hạ kHẩu, khiến quân Ngô khong dám vượt sông. Cơ ở Kinh Châu làm rõ chế độ, chỉnh đốn quân đội và nông nghiệp, sửa sang trường học, được người miền nam ca ngợi. Bấy giờ triều đình bàn việc đánh Ngô, giáng chiếu hỏi Cơ phương án. Cơ cho rằng muốn đánh thì phải chuẩn bị lương thực, vật tư thật chu đáo, vì thế việc này bị đình chỉ. 
Tư Mã Sư nắm quyền (252), Cơ gởi thư tiến cử hiền tài, nhằm tỏ ý ủng hộ ông ta.  Tào Mao lên ngôi (254), Cơ được tiến phong tước Thường Nhạc đình hầu.  Quán Khâu Kiệm, Văn Khâm nổi dậy (255), triều đình lấy Cơ làm Hành giám quân, Giả tiết, thống lĩnh quân đội Hứa Xương, hội họp với Tư Mã Sư ở Hứa Xương. Sư hỏi Cơ đánh giá thế nào về bọn Kiệm, ông cho rằng quan dân Hoài Nam không muốn làm loạn, mà họ bị bọn Kiệm bức hiếp mới tham gia, một khi đại quân kéo đến thì phản quân sẽ nhanh chóng vỡ lỡ, bọn Kiệm chẳng sớm thì muộn phải đền tội. Sư khen hay, rồi lệnh cho Cơ đem quân đi trước. 
Có ý kiến cho rằng Kiệm, Khâm mạnh tợn, không thể địch nổi, nên Sư lệnh cho Cơ dừng lại. Cơ cho rằng phản quân không tiến là vì nội bộ nảy sinh vấn đề, nếu quan quân cũng cố thủ không tiến sẽ khiến cho quan dân thất vọng, phản quân có cơ hội mở rộng địa bàn, hơn nữa quân Ngô còn thừa cơ xâm phạm chiếm lấy vùng Hoài Nam, uy hiếp các nơi Tiếu, Bái, Nhữ, Dự. Cơ đề nghị tiến đến Nam Đốn, vì nơi này có kho lương, sẽ giúp cho quan quân giành được lợi thế. Cơ xin mãi, mới được cho phép tiến quân đến Ân Thủy. Đến nơi, Cơ lại xin đi Nam Đốn, Tư Mã Sư muốn đợi quân đội các lộ tập hợp, nên không đồng ý. Cơ cho rằng tướng ở ngoài có thể không nhận mệnh lệnh, liền đi chiếm Nam Đốn. Bọn Kiệm cũng muốn lấy Nam Đốn, từ Hạng Thành đi hơn 10 dặm thì nghe tin Cơ đã đến, bèn quay về. Kiệm sai Văn Khâm tập kích Đặng Ngải ở Nhạc Gia, Cơ thấy phản quân đã chia ra, bèn đem binh áp sát Hạng Thành, khiến quân đội của Kiệm thất bại. Khâm cũng bị đánh bại, Cơ được thăng làm Trấn nam tướng quân, Đô đốc Dự Châu chư quân sự, lĩnh Dự Châu thứ sử, tiến phong An Nhạc hương hầu. Cơ dâng sớ xin chia 200 hộ, ban cho em họ Vương Kiều tước Quan nội hầu, để báo ơn nuôi nấng của chú. Triều đình giáng chiếu đặc cách đồng ý. 
Gia Cát Đản nổi dậy (257), Cơ được giữ bản chức mà làm Hành Trấn đông tướng quân, Đô đốc Dương, Dự chư quân sự. Bấy giờ Đại tướng quân Tư Mã Chiêu đóng quân ở Hạng Thành, cho rằng quân đội của Đản tinh nhuệ, đòi Cơ kìm quân cố thủ; Cơ nhiều lần xin tiến đánh. Đến khi tướng Đông Ngô là Chu Dị đến An Thành để cứu viện Đản, Chiêu lại lệnh cho Cơ đưa các cánh quân chuyển sang giữ Bắc Sơn. Cơ không cho là đúng, bèn dâng sớ trình bày rằng đôi bên đang đối lũy, không nên di chuyển gây biến động quân tâm, được Chiêu đồng ý. Chiêu tiến đến Khâu Đầu, chia các cánh quân vây thành Thọ Xuân, Cơ chỉ huy 26 cánh quân vây 2 mặt đông – nam. Chiêu đưa Quân lại vào trong quân đội của Cơ, răn đe họ không được tự ý tấn công. Thành Thọ Xuân hết lương, liên quân Gia Cát Đản – Đông Ngô đêm ngày tấn công lũy của quân Ngụy, Cơ liền chống trả, đánh bại họ. Quân Ngụy chiếm được Thọ Xuân, Chiêu gởi thư khen ngợi Cơ tính toán chuẩn xác, lại không bị lay chuyển mặc dù khác biệt với quan điểm của mọi người. Chiêu muốn thừa thắng đưa quân vào Ngô đón gia quyến của các tướng Ngô đã hàng là bọn Đường Tư, Cơ can ngăn, Chiêu bèn thôi. Xét vùng Hoài Nam mới dẹp, triều đình chuyển Cơ làm Chinh đông tướng quân, Đô đốc Dương Châu chư quân sự, tiến phong Đông Vũ hầu. Cơ dâng sớ cố nhường, quy công cho thuộc hạ, nhờ vậy bọn trưởng sử, tư mã 7 người được phong tước hầu. 

## Cuối đời
Năm ấy, mẹ của Cơ mất, triều đình giáng chiếu giữ kín việc tang, dời mộ cha của Cơ về hợp táng ở Lạc Dương, truy tặng ông ta làm Bắc Hải thái thú. Năm Cam Lộ thứ 4 (259), Cơ được chuyển làm Chinh nam tướng quân, Đô đốc Kinh Châu chư quân sự. Tào Hoán lên ngôi (260), Cơ được tăng thực ấp 1000 hộ, kể cả trước đây là 5700 hộ. Hai con trai của Cơ lần lượt được phong tước Đình hầu, Quan nội hầu. 
Năm Cảnh Nguyên thứ 2 (261), Tương Dương thái thú Hồ Liệt thông báo thủ lĩnh 18 lực lượng nổi dậy ở Đông Ngô là bọn Đặng Do, Lý Quang xin về hàng, sai tướng là bọn Trương Ngô, Đặng Sanh đến làm con tin. Tư Mã Chiêu muốn nhân dịp này gây chấn động vùng Giang Nam, sai Hồ Liệt dọn sông Thư, mở đường cho Cơ đem quân từ Nghi Thành xâm nhập nước Ngô để đón bọn Do. Cơ ngờ bọn Do trá hàng, cho người chạy trạm dịch gởi thư trình bày nghi vấn với Chiêu, còn chỉ ra những khó khăn khi đưa quân vào sâu nước Ngô. Do vậy Chiêu bãi bỏ việc điều binh, mà bọn Do cũng không về hàng.  
Năm ấy Cơ mất, hưởng thọ 72 tuổi;  được truy tặng chức Tư không, thụy là Cảnh hầu. 

## Hậu sự
Con trai là Vương Huy được kế tự, mất sớm. Trong niên hiệu Hàm Hi (265 – 266), Tư Mã Chiêu sửa đổi Ngũ đẳng tước, xét công lao của Cơ, cho cháu nội của ông là Vương Dị được nhận tước Đông Vũ hầu, cắt một số thực ấp trong Đông Vũ hầu quốc để phong 1 con trai của ông làm Quan nội hầu. Nhà Tấn thay ngôi nhà Ngụy, triều đình giáng chiếu khen ngợi công lao và đức độ của Cơ, ban cho gia đình 2 nô tỳ. 

## Gia đình
- Cha là Vương Báo, chú là Vương Ông, đều không làm quan.
- Con trai kế tự là Vương Huy. Cháu nội kế tự là Vương Dị.
- Ngoài ra các tài liệu khác nhắc đến hai người con trai nữa là Vương Xung, được làm đến Trị thư thị ngự sử nhà Tấn [Tài liệu khác 2] và Vương Chấn, được làm đến An Dương huyện lệnh. Con trai thứ của Chấn là Vương Khôi cũng được kế tự Cơ, có lẽ là do Vương Dị mất mà không có con nối dõi. [Tài liệu khác 3]
- Con gái út là Vương Sán (? – 284) tự Nữ Nghi. Năm Hàm Hi đầu tiên (265), Sán được gả cho Tư Mã Dung, con trai thứ 8 của Tư Mã Ý. Năm Thái Thủy thứ 2 (267), Dung được phong tước Lương vương, Sán trở thành vương phi. [Tài liệu khác 4]

## Hình tượng trong văn hóa
Vương Cơ là nhân vật nhỏ trong tiểu thuyết Tam quốc diễn nghĩa, xuất hiện ở các hồi hồi 110, hồi 111 và hồi 112, tham gia đánh dẹp Quán Khâu Kiệm và Gia Cát Đản. Vai trò của Cơ tương đối sát với chánh sử.